# Go-Mizunoo
 Go-Mizunoo (jap. 後水尾天皇 Go-Mizunoo Tennō; ur. 29 czerwca 1596  – zm. 11 września 1680) – 108. cesarz Japonii, panował w latach 1611–1629. Spośród jego dzieci czworo było cesarzami: pierworodna córka Meishō oraz synowie: Go-Kōmyō, Go-Sai i Reigen.